# Peter-Christian-Schlüschen-Preis
Der Peter-Christian-Schlüschen-Preis wurde von 2005 bis 2018 in Gedenken an den Sportfotografen Peter Christian Schlüschen vergeben und war einer der höchstdotierten Preise für Sportfotografie in Deutschland.

## Hintergrund
Peter Schlüschen wurde am 21. Februar 1980 in Trier geboren. Er starb am 1. Mai 2004 bei einem Verkehrsunfall auf dem Weg von Bremen nach Berlin, nachdem er als Bildjournalist das Bundesligaspiel Werder Bremen gegen den Hamburger SV im Bremer Weserstadion fotografiert hatte. Der Preis soll junge Sportfotografen im Alter von 18 bis 30 Jahren motivieren, diesem Beruf zu folgen, und soll ihnen eine Plattform bieten, gesehen zu werden. Er wurde von 2005 bis 2017 von der Peter-Christian-Schlüschen-Stiftung verliehen, seit 2018 von dem eingetragenen Verein zur Förderung der Kunst-, Kultur- und Sportfotografie in Gedenken an Peter-Christian Schlüschen.

## Wettbewerb
Teilnehmer im Alter von 18 bis 30 Jahren konnten eine Arbeit (ein Foto) zum Hauptwettbewerb einsenden. Der Preis wurde von 2005 bis 2018 jährlich verliehen. Die Gewinner wurden auf der Art-Week in Berlin ausgestellt und prämiert – seit 2014 auf der Kunstmesse Positions. Zuvor fand die Preisverleihung sowie die Ausstellung der Finalisten im Rahmen der Ausstellung Berliner Liste statt.
Der Preis wurde von einer Jury vergeben, die nach den Bewertungskriterien Kreativität, Originalität, Komposition, Zeitzeugnis und Überzeugungskraft entschied. Mit Geld honoriert wurden der 1. Preis (5000 €), 2. Preis (3000 €) und 3. Preis (2000 €).
2019 wurde der laufende Wettbewerb wegen zu wenigen Einsendungen abgebrochen. Aufgrund bereits in den Vorjahren rückläufiger Teilnehmerzahlen wurde entschieden den Wettbewerb nicht wieder stattfinden zu lassen.

## Preisträger 1. Preis
- 2005: Matthias Hangst[15]
- 2006: Lars Franzen
- 2007: Lars Scharl[16]
- 2008: Benedikt Altschuh[17]
- 2009: Marius Becker
- 2010: Insa Hagemann[18]
- 2011: Florian Kleinschmidt
- 2012: Insa Hagemann
- 2013: Florian Kleinschmidt[19]
- 2014: Lukas Schulze[20]
- 2015: Sebastian Wells[21][22]
- 2016: Kevin Cöllen
- 2017: Phillip Bartz[23]
- 2018: Emanuel Spieske